# اسلوپ کلاس ابرتیا
اسلوپ کلاس ابرتیا (به انگلیسی: Aubretia-class sloop) یک کلاس از اسلوپ‌ها است که طول آن ۲۵۵ فوت ۳ اینچ (۷۷٫۸۰ متر) می‌باشد.